# Amsterdams busnet (Bijlmermeer)
Het busnet in de Amsterdamse Bijlmermeer was een samenwerkingsverband tussen stads- en streekvervoer (GVB en NBM, vanaf 1973 Centraal Nederland, vanaf 1994 NZH, en vanaf 1999 Connexxion). Ook de VAD, vanaf 1994 Midnet en van 2002 tot en met 2008 de BBA deden mee.
Het busnet bestond sinds 1968, toen de eerste flats er werden opgeleverd. Thans wordt het stadsvervoer alleen door het GVB verzorgd en dienen de streekbuslijnen alleen voor interlokale relaties, een enkele lijn uitgezonderd (vooral bij wijken waar het GVB niet komt).

## 1968-1977
Op 2 september 1968 kregen de NBM-lijnen 20 en 25 op het traject tussen Duivendrecht en Abcoude een opnameplicht voor reizigers in de Bijlmermeer.
Op 29 september 1968 kreeg de Bijlmer een eerste echte busverbinding in de vorm van lijn 55; deze reed in een halfuursdienst van de Flierbosdreef bij Hoogoord via de Bijlmerdreef, Gooiseweg en Amstelstation naar Centraal Station. Een dag later werden de streeklijnen 20 en 25 (NBM) geïntegreerd; deze reden vanuit, respectievelijk Utrecht/Abcoude via de Hoogoorddreef, Duivendrecht en Amsterdam-Oost naar Centraal Station.
Met de Bijlmer breidde ook lijn 55 zich uit; vanaf 10 augustus 1969 reed deze vanaf het Bijlmerplein (bij het aanloopcentrum de enige halte op verlaagd niveau) een rondje langs Bijlmerdreef, Groesbeekdreef, Karspeldreef en Flierbosdreef alvorens de Gooiseweg (vanaf 23 april 1971 een echte snelweg) op te gaan.
Op 14 juni 1970 kwam er versterking van lijn 56 naar de Weteringschans; in de Bijlmer maakte deze een rondje vanaf Groesbeekdreef een rondje langs Karspeldreef, 's-Gravendijkdreef en Bijlmerdreef. Net als op de lijnen 65, 66 (allebei Amstelveen) en 69 (Badhoevedorp) werden er zowel stads- als streekbussen ingezet.
Door de opening op 21 mei 1971 van station Amsterdam Bijlmer ontstond er een halfuursdienst per trein met zowel Amsterdam CS als Utrecht CS. Voor de ontsluiting van dit station werd een nieuwe Lijn 57 ingesteld met een halfuursdienst; de eerste Bijlmerringlijn met de Hoogoorddreef als begin- en eindpunt en vanaf Bijlmerdreef dezelfde route als lijn 55.
Door de bewoners van de Bijlmermeer werd protest gevoerd omdat ondanks het gestaag toenemen van het aantal inwoners er nog steeds geen nachtbus naar de Bijlmer reed. Uiteindelijk kwam er dan in de nachten van vrijdag op zaterdag en zaterdag op zondag een pendellijn uitgevoerd met een touringcar van de firma Meering van het Amstelstation naar de Bijlmermeer, in aansluiting op lijn 75. Pas op 24 september 1972 kwam er een definitieve oplossing door nachtlijn 75 (Centraal Station – Watergraafsmeer via Rembrandtplein en Van Woustraat) door te trekken naar de halte onder het toekomstige metrostation Kraaiennest. Deze werd aangedaan via Bijlmerdreef, Flierbosdreef en Karspeldreef. De terugreis ging via 's-Gravendijkdreef.
Het busstation bij Kraaiennest werd vanaf 30 september 1973 het eindpunt van de lijnen 55 en 56 (nu via 's-Gravendijkdreef en Daalwijkdreef) en de nieuwe lijn 58 naar Amstelstation (via Groesbeekdreef, Elsrijkdreef, Daalwijkdreef en Gooiseweg). Lijn 57 werd vervangen door lijn 59 naar Muiderpoortstation (via Provincialeweg, Hartveldseweg, Middenweg). Lijn 59 reed dan nog alleen doordeweeks en zaterdag alleen overdag. Lijn 59 mocht in Diemen echter niet stoppen en op 5 oktober 1973 werd een bus door boze Diemenaren gekaapt en naar het winkelcentrum gevoerd. Tot de invoering van het zonetarief in 1977 bleef de bus echter niet stoppen in Diemen vanwege de vervoersvergunning die van CN was en niet van het GVB.
NBM en Maarse & Kroon, die de lijnen richting Haarlem, Uithoorn en Aalsmeer exploiteerden, zijn 3 juni 1973 samengegaan tot Centraal Nederland (CN) en introduceerden lijn 14 van Amstelveen naar Diemen. De Bijlmerroute was grotendeels dezelfde als lijn 59. Lijn 14 stopte wel in Diemen (tegen CN-tarief).
Op 5 februari 1974 nam lijn 76 het Bijlmernachtvervoer over van lijn 75 (weer ingekort tot Watergraafsmeer). Vanaf Kraaiennest reed deze via 's-Gravendijkdreef, Elsrijkdreef, Daalwijkdreef, Gooiseweg en Amstelstation naar Centraal Station. Richting Kraaiennest was de route Bijlmerdreef, Flierbosdreef, Karspeldreef.
Vanaf 1 juni 1975 was de route van de lijnen 20 en 25 Karspeldreef, Flierbosdreef, Bijlmerdreef en Dolingadreef. Lijn 25 ging vanaf 17 oktober 1976 via de Duivendrechtse Kruidenommegang rijden.
Op 1 maart 1976 werd er in de spits- en avonduren een busverbinding ingesteld tussen Kraaiennest en de laagbouwwijk Holendrecht. Eigenlijk zou dit lijn 54 worden, maar omdat de Flevodienst er al een had rijden tussen Wibautstraat en Lelystad werd dit nummer niet ingevoerd maar werd het lijn P (pendelbus).
Op 28 maart 1976 kreeg de Bijlmer een echt treinstation dat door de lijnen 14 (doorgetrokken naar Luchthaven Schiphol) en 59 werd aangedaan. De halte bij Bijlmerplein kwam te vervallen.
Op 9 juli 1977 werd nachtlijn 76 doorgetrokken naar Holendrecht.

## 1977-1983
Op 16 oktober 1977 kreeg de Bijlmer een nieuw busnet. Lijn 55 wordt ingekort tot Weesperplein, het voorlopige eindpunt van de twee dagen eerder geopende metroverbindingen naar Gaasperplas en Holendrecht. De tot een volledige dienst gepromoveerde lijn 59 had hier zijn nieuwe eindpunt (ook aangedaan door de lijnen 20 en 25) en reed via Daalwijkdreef en Duivendrecht. De lijnen 54, 56 en 58 werden opgeheven (de laatste twee maakten een jaar later een doorstart als Amstelstationlijnen naar Centraal Station en het nieuwe Station Zuid). Hun vervangers waren de ringlijnen 50 (met de klok mee) en 51 (tegen de klok in) die zigzaggend alle dreven aandeden en bij Kraaiennest van nummer wisselen.
CN-lijn 14 reed via het metrostation Diemen Zuid, Daalwijkdreef, Station Bijlmer en Flierbosdreef. CN-lijn 39, die op 3 juni 1973 is ingesteld van Hilversum via Weesp naar het busstation aan de Van Musschenbroekstraat werd ingekort tot Amstelstation en ging door de Bijlmer rijden. De route werd: (Driemond – Provincialeweg) Geerdinkhofweg, 's Gravendijkdreef, Karspeldreef, Kraaiennest, Bijlmerstation, Duivendrecht en het Industrieterrein Amstel. Lijn 20 ging voortaan via Karspeldreef de Gooiseweg op.
Op 1 oktober 1978 werd lijn 25 vernummerd in 26 en reed met lijn 20 via Rozenburglaan en Kruislaan. De lijnen 50 en 51 deden vanaf dat moment het Bijlmerstation (waarvan de haltes tijdelijk waren verplaatst naar de andere kant) aan via Flierbosdreef, Karspeldreef en Foppingadreef.
Op 13 oktober 1980 werden de metrolijnen doorgetrokken naar het Centraal Station en behoorde lijn 55 definitief tot het verleden. Lijn 50 werd tussen Karspeldreef en Bijlmerdreef omgeleid via Gooiseweg en lijn 59 maakte in Holendrecht een rondje langs Reigersbosdreef, waar een keerlus was.
Nachtlijn 75 keerde terug in de Bijlmer en deelde z'n eindpunt bij de nieuwe CN-/GVB-garage (Amstel III) aan de Hoogoorddreef met lijn 76. De route was Hoogoorddreef, Industriegebied Bullewijk, Holendrecht, Huntumdreef, Kraaiennest, Ganzenhoef, Bijlmerdreef, Dolingadreef, Daalwijkdreef, Gooiseweg. Lijn 76 reed via Bijlmerstation, Flierbosdreef, Karspeldreef, Groesbeekdreef, Bijlmerdreef, Elsrijkdreef, Daalwijkdreef en Gooiseweg.
Nieuw was spitslijn 44 tussen Bijlmerstation en Holendrecht via Bullewijk.
Bij CN werden de lijnen 20 en 26 vernummerd in 120 en 126, en lijn 39 in 139. Lijn 120 reed via Bijlmerstation (eindpunt van lijn 126), Dolingadreef en Duivendrecht naar Muiderpoortstation. Lijn 14 reed langs Amstel III.
Toen CN op 31 mei 1981 lijn 127 (Amstelstation – Vinkeveen) ophief, werd lijn 126 doorgetrokken naar Mijdrecht. Lijn 14 werd vernummerd in 174.
Op 5 oktober 1981 werd lijn 53 ingesteld die doordeweeks van Gaasperplas naar Haarlemmermeerstation reed, en tussen President Kennedylaan en De Boelelaan de in mei opgeheven lijn 58 verving. In de Bijlmer was de route Kraaiennest, 's-Gravendijkdreef, Bijlmerdreef, Flierbosdreef, Bijlmerstation, Dolingadreef, Duivendrecht.
Lijn 75 maakte een rondje bij Gaasperplas en ging vanaf 14 november in Bullewijk langs de Meibergdreef rijden. Lijn 44 kreeg twee dagen later een route-uitbreiding.
Lijn 53 werd op 8 februari 1982 via Nellestein (Loenendreef, waar lijn 75 op 31 maart ook een halte krijgt) en Reigersbos (Langbroekdreef) doorgetrokken naar Holendrecht. Lijn 59 reed weer een rechtstreekse route en niet meer via Reigersbos.
Op 23 mei werd lijn 139 ingekort tot Hilversum – Weesp. Het gedeelte Amstelstation – Weesp werd overgenomen door de nieuwe Almerelijn 153. Hoewel er een samenwerkingsverband met de VAD was, werden alle ritten door CN uitgevoerd. De Bijlmerroute was Holterbergweg, Bijlmerstation, Flierbosdreef, Karspeldreef, Groesbeekdreef, Bijlmerdreef, 's-Gravendijkdreef, Kraaiennest, Gaasperplas.
Op 1 juni werd lijn 44P ingesteld tussen Holendrecht, Reigersbos en Gein ter vervanging van lijn 53. Toen op 28 augustus de metrolijn van Holendrecht naar Gein werd doorgetrokken, nam lijn 53 het rondje van lijn 44P over.
Op 20 september kregen de lijnen 53 en 59 een nieuw eindpunt bij het Academisch Medisch Centrum via Muntbergdreef en Meibergdreef. Lijn 75 ging door Holendrecht, Reigersbos en Nellestein rijden, en lijn 76 via Foppingadreef.

## 1983-1990
Op 23 mei 1983 kreeg lijn 174 versterking van lijn 175 tussen Diemen en Amstelveen. Bij Diemen-Zuid werd er echter afgeslagen richting Duivendrecht.
Zes dagen later ging de nieuwe dienstregeling in; de ringlijnen 50 en 51 verdwenen, en lijn 153 werd ingekort tot Weesp – Almere Haven.
Lijn 53 werd vervangen vanaf Holendrecht / AMC door de lijnen 60 (Haarlemmermeerstation), 60E (Schepenbergweg) en 61(Amstelstation / 's avonds en in het weekend tot metrostation Verrijn Stuartweg). Nieuw was de route via Daalwijkdreef, Dubbelinkdreef en Dalsteindreef (metrostation Venserpolder).
De lijnen 60 en 61 waren aan Holendrecht / AMC exploitatief gekoppeld terwijl lijn 60E met een minibus reed.
Het gedeelte Bijlmerstation, Ganzenhoef, Kraaiennest werd overgenomen door de lijnen 62 (die doordeweeks en overdag ook lijn 44 verving) en 174 (die naar Weesp ging rijden). Ook werd CN-lijn 137 verlegd van de Van Musschenbroekstraat naar Station Bijlmer. VAD-lijn 158 kwam tussen Holendrecht en de Gaasperplas via de Meerkerkdreef en Langbroekdreef te rijden.
De lijnen 120 en 126 reden vanaf toen allebei naar Muiderpoortstation en deden dat via Kraaiennest (op zondag het overdagse eindpunt van lijn 126), Ganzenhoef, Diemen-Zuid en Hartveldseweg.
In 1986 verscheen winkelbuslijn 63, die echter alweer snel verdwenen was.
In 1988 werd lijn 61 een ringlijn vanaf / naar Holendrecht via de gehele Bijlmer in een kwartierdienst. De lijn trok te weinig reizigers, waarna de halfuurdienst weer terugkeerde en het geen ringlijn meer was. De lijn ging nu in combinatie met lijn 60 rijden. Lijn 59 ging nu via Gein en Reigersbos rijden.

## 1990-2006
In 1990 verscheen spitslijn 29 naar Landsmeer en Molenwijk via de nieuwe Zeeburgertunnel. Later werd het een daglijn.
Ook verschenen er een aantal spitslijnen van de NZH en Enhabo door de Zeeburgertunnel naar Amstel III en ook een aantal VAD-spitslijnen vanuit de Flevopolder.
Ook verschenen CN-spitslijnen 163 (Hoofddorp – Amstel III) en 164 (Gaasperplas – Hoofddorp) ieder in een (tegengestelde) richting.
In 1994 verscheen lijn 60S naar Amstelveen Kronenburg aanvankelijk via de A2 en de VU, maar vanaf 1997 via de A9 en Plein 1960.
In Kronenburg werd hierbij de oude lus van lijn 49 bereden.
In 1997 werd lijn 61 opgeheven. Ter compensatie kreeg lijn 59 een kwartierdienst en lijn 60 een andere meer gestrekte route.
In 2000 verdwenen de lijnen 60, 60E en 60S, terwijl een nieuwe lijn 61 tussen Station Bijlmer en de Gaasperplas werd ingesteld. Lijn 29 ging alle dagen en uren rijden. Lijn 61 reed alleen op werkdagen overdag en niet in de zomer. Tijdens werkzaamheden voor de verlaging van de Bijlmerdreef reed de lijn echter dagelijks.
In 2002 werd lijn 174 vervangen door de Zuidtangent lijn 300.

## 2006-heden
In 2006 ontstond het huidige lijnennet waarbij lijn 29 werd opgeheven, lijn 59 werd gesplitst in de lijnen 41 en 47, lijn 61 werd opgeheven. Connexxion-lijn 177 werd vervangen door de GVB-lijnen 44 en 49 en de BBA-lijnen 120 en 126 werden deels vervangen door de GVB-lijnen 44 en 45.
In 2007 kwam lijn 46 in dienst als opvolger van de opgeheven lijn 29. In 2012 werd de lijn gecombineerd met lijn 136 om in 2014 geheel te vervallen.
In 2009 kwam lijn 66 naar IJburg in dienst.
Eind 2015 werd lijn 45 opgeheven en gedeeltelijk vervangen door lijn 44 en de van de Gaasperplas naar Holendrecht verlegde lijn 41.

## Huidige GVB-lijnen
| Lijn         | Route                                       | Via                                                               | Bijzonderheden                                   |
| ------------ | ------------------------------------------- | ----------------------------------------------------------------- | ------------------------------------------------ |
| Stadsbus 41  | Station Holendrecht – Amstelstation         | Duivendrecht                                                      |                                                  |
| Stadsbus 44  | Station Bijlmer ArenA – Diemen-Noord        | Diemen                                                            | Rijdt bij station Bijlmer ArenA door als lijn 47 |
| Stadsbus 47  | Station Bijlmer ArenA – Station Holendrecht | Gaasperplas                                                       | Rijdt bij station Bijlmer ArenA door als lijn 44 |
| Stadsbus 49  | Station Bijlmer ArenA – Station Weesp       | Gaasperplas                                                       | Rijdt niet in de avond en het weekend.           |
| Stadsbus 66  | Station Bijlmer ArenA – IJburg              | Diemen                                                            |                                                  |
| R-netbus 360 | Station Bijlmer ArenA – IJburg              |                                                                   |                                                  |
| Nachtbus N85 | Centraal Station – Gein                     | Rembrandtplein, Amstelstation, Station Bijlmer ArenA, Holendrecht |                                                  |
| Nachtbus N86 | Centraal Station – Station Bijlmer ArenA    | Leidseplein, Wibautstraat                                         |                                                  |
| Nachtbus N87 | Centraal Station – Station Bijlmer ArenA    | Rembrandtplein, Diemen, Bijlmermeer                               |                                                  |

## Huidige Connexxion-lijnen

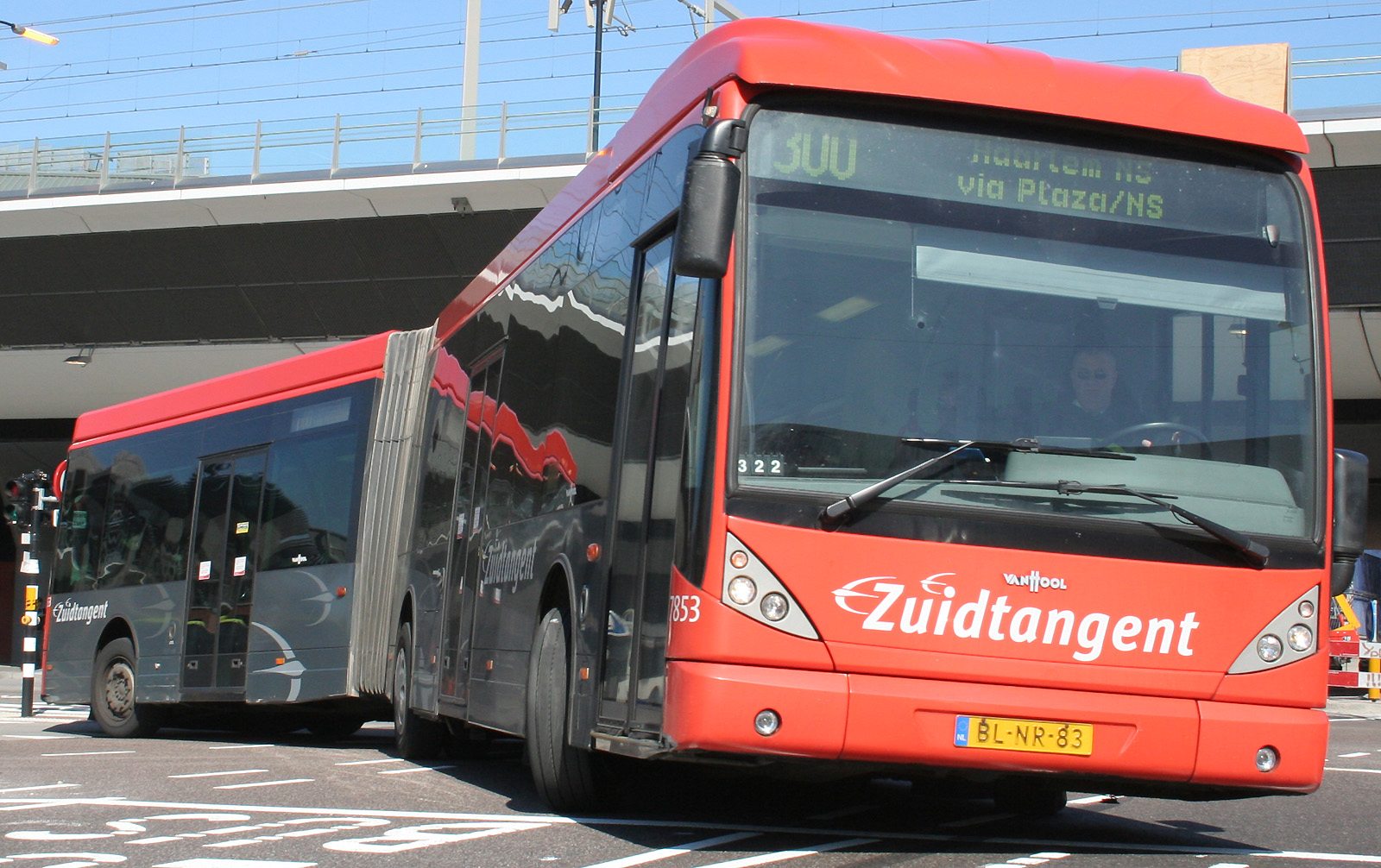
Connexxion 7853 Amsterdam Station Bijlmer – ArenA/Hoogoorddreef, deze bus reed sinds 2008 bij het GVU in Utrecht.

| Lijn                  | Route                                                    | Via                                                            | Bijzonderheden                                                             |
| --------------------- | -------------------------------------------------------- | -------------------------------------------------------------- | -------------------------------------------------------------------------- |
| Streekbus 171         | Station Amsterdam Bijlmer ArenA – Aalsmeer, Busstation   | Amstelveen                                                     | Rijdt 's avonds en in het weekend niet tussen Bijlmer ArenA en Amstelveen. |
| Vroege ochtendbus 200 | Amsterdam, Metro Gaasperplas → Schiphol, Airport         | Station Amsterdam Bijlmer ArenA                                | Rijdt één rit in de vroege ochtend voor aanvang normale dienst.            |
| Spitsbus 255          | Station Amsterdam Bijlmer ArenA – Station Haarlem        |                                                                |                                                                            |
| Vroege ochtendbus 271 | Amsterdam, Metro Gaasperplas → Aalsmeer, FloraHolland    | Station Amsterdam Bijlmer ArenA                                | Rijdt één rit in de vroege ochtend voor aanvang normale dienst.            |
| R-net 300             | Station Amsterdam Bijlmer ArenA – Station Haarlem        | Amstelveen, Schiphol, Hoofddorp, Vijfhuizen                    |                                                                            |
| R-net 356             | Station Amsterdam Bijlmer ArenA – Station Haarlem        | Amstelveen, Schiphol, Badhoevedorp                             |                                                                            |
| Nachtbus N30          | Station Amsterdam Bijlmer ArenA – IJmuiden, Dennekoplaan | Amstelveen, Schiphol, Hoofddorp, Vijfhuizen, Haarlem, Driehuis |                                                                            |

## Huidige Syntus/Keolis-lijnen
| Lijn          | Route                                                      | Via                                                                        | Bijzonderheden                |
| ------------- | ---------------------------------------------------------- | -------------------------------------------------------------------------- | ----------------------------- |
| Streekbus 120 | Station Amsterdam Bijlmer ArenA – Station Utrecht Centraal | Abcoude, Baambrugge, Loenersloot, Loenen aan de Vecht, Breukelen, Maarssen |                               |
| Streekbus 126 | Station Amsterdam Bijlmer ArenA – Mijdrecht, Centrum       | Vinkeveen, Wilnis                                                          |                               |
| R-net 330     | Station Amsterdam Bijlmer ArenA – Station Almere Buiten    | Diemen, Muiden, Almere Stad                                                |                               |
| Nachtbus N26  | Amsterdam, Leidseplein → Woerden, Molenvliet               | Vinkeveen, Mijdrecht, Wilnis, Kamerik                                      | Rijdt alleen op zaterdagnacht |

## Huidige EBS-lijnen
| Lijn         | Route                                        | Via                                                 | Bijzonderheden |
| ------------ | -------------------------------------------- | --------------------------------------------------- | -------------- |
| Spitsbus 276 | Station Holendrecht – Purmerend, P+R         | Station Amsterdam Bijlmer ArenA                     |                |
| Spitsbus 277 | Station Holendrecht – Purmerend, Korenstraat | Station Amsterdam Bijlmer ArenA                     |                |
| Spitsbus 278 | Station Holendrecht – Volendam, Zeddeweg     | Station Amsterdam Bijlmer ArenA, Monnickendam, Edam |                |
| R-netbus 370 | Station Holendrecht – Purmerend, Tramplein   | Station Amsterdam Bijlmer ArenA                     |                |